# Magic (Smash Mouth)
Magic è il sesto album discografico del gruppo pop rock statunitense Smash Mouth, pubblicato nel 2012.

## Tracce
1. Perfect Planet – 2:36
2. Live to Love Another Day – 2:41
3. Magic (feat. J. Dash) – 2:59
4. Justin Bieber – 2:33
5. Out of Love – 3:35
6. Flippin' Out (feat. J. Dash) – 3:00
7. Future Ex Wife – 2:29
8. Better with Time – 3:14
9. The Game – 2:36
10. She's Into Me – 3:20
11. Don't You (Forget About Me) (cover Simple Minds) – 4:21

## Formazione
- Steve Harwell - voce
- Paul De Lisle - basso, cori
- Michael Klooster - tastiere, programmazioni, cori
- Randy Cooke - batteria, percussioni
- Mile Krompass - basso, batteria, chitarra, tastiere, cori

### Altri musicisti
- Michael Urbano - batteria (traccia 11)
- Greg Camp - chitarra (traccia 11), cori (traccia 11)
- John Portela - tastiere
- Mike Krompass - tastiere
- Andrew Fromm - cori
- Jennifer Paige -cori
- Shawn Mayer - cori
- Stephen Vickers - cori
- Storm Gardiner - cori